# ドゥマンギテ
『ドゥマンギテ』は、日本の男性音楽グループ「きいやま商店」の3枚目のオリジナル・アルバム。2012年8月15日発売。発売元は、フライング・ハイ。

## 解説
オリジナルアルバムとしては約11カ月ぶりとなるアルバム。グループ初のセルフプロデュース作品であり、レコードレーベル移籍初作品となる。8月1日に沖縄限定で先行販売され、8月15日に正式に全国発売された。
アルバムタイトルは、石垣島の言葉で「驚いて」という意味。また、このアルバム発売当時に開設していたオフィシャルサイトに、メンバーがアルバムのライナーノーツを寄稿している。ジャケットデザインは、キジムナ前津智宏。

## 収録曲
全作詞・作曲：きいやま商店（但し、別記されているものを除く。また編曲は、2,3,4,6は、きいやま商店。他は別記されている曲以外は、クレジット未表記）
1. きいやま商店知ってるかい? [2:23]
RBCiラジオのレギュラー番組『きいやま商店SHOW』オープニングテーマ。
2. ドゥマンギテ [3:26]
ライブの定番曲であり、歌詞は全て八重山地方の方言で書かれている。
2021年4月10日に、日本の4人組のクラブジャズ・バンドJABBERLOOPとのコラボ企画で、JABBERLOOPと「いつか一緒に」の約束からちょうど10年越しでコラボが実現、『ドゥマンギテ JABBERLOOP商店2021 remix / きいやま商店 feat.JABBERLOOP』と題し、公式YouTubeチャンネルに公開した[4][5][6]。このコラボ企画は、コロナ禍の現状を鑑み、東京都石垣島でリモートにて製作された。また、BEGINの『恋しくて』のカバー曲も製作しており、そちらはJABBERLOOPの公式YouTubeサイトにて公開されている[7]。
3. 行ってくるよ [3:48]
沖縄テレビ ドラマ「オバー自慢の爆弾鍋」エンディングテーマ[1]。
FM NACK5『大野勢太郎の楽園ラジオ〜パワー全開!!〜』2代目エンディングテーマ。
RBCiラジオのレギュラー番組『きいやま商店SHOW』エンディングテーマ。
4. 永遠の高校球児 [4:19]
作詞・作曲：ローリー・クック
前作に続き収録されたローリー・クックのカバー曲で、沖縄の興南高等学校が全国高校野球で春夏連覇を果たした時に、ローリーが書いた曲[1]。ローリーやThe Waltzとして音源化はされていないが、NHK沖縄放送局の番組「きんくる 〜沖縄金曜クルーズ〜」にて、2018年7月13日に放送された『甲子園100回！「うちな～高校野球物語」』のエンディングテーマとして再録音され放送された[8][9][10]。
5. 八重山アイランドワルツ [4:02]
作詞：俵万智、作曲：川畑アキラ、編曲：長廣まな
歌人の俵万智が作詞を担当した楽曲[1]。俵は2011年4月1日に石垣島に移住、その後島で行われた「川平満慶まつり」でグループのライブを見てからファンになったという[11]。また、メンバーとも2014年に対談を行っている[12]。
6. Everybodyワン・ツー [3:30]
歌詞に、ライブではお馴染みの「きいやま乾杯！」（カンパ・イ！、イ！イ！イ！）や、八重山民謡「赤馬節」もさりげなく入れられている[1]。
7. 足りない日々でも・・・ [3:07]
8. ドゥミンガセ! [2:27]
「ドゥミンガセ！」とは、石垣島では良く使われる言葉だが、良い意味でも悪い意味でも使われる言葉であり、その場の状況や雰囲気によって色々な意味や表現方法をされる為、標準語に訳するのが難しい、とのこと。
9. また明日 [3:58]
メンバー3人の母校、石垣市立登野城小学校が創立130周年を迎えた記念に、学校より依頼されて書き下ろした曲[1]。現在、登野城小学校の体育館には、子供達が一字一句彫り上げ完成した木彫りの歌詞が飾られている[1]。
10. 星を数えているうちに [4:15]
作詞・作曲：宮沢和史、編曲：DJ SASA
THE BOOMの4枚目のオリジナルアルバム『思春期』に収録されている同名曲のカバー[1]。
11. ゆーしったい(Live ver.)（ボーナス・トラック） [6:31]
ファースト・アルバム「さよならの夏」にも収録されているが、本作はフルバンドによるライブ・バージョンを収録している[1]。